# Ла Русса, Иньяцио
Иньяцио Ла Русса (Иньяцио Бенито Мария Ла Русса; иногда ошибочно Игнацио; итал. Ignazio Benito Maria La Russa; род. 18 июля 1947, Патерно (провинция Катания), Сицилия, Италия) — итальянский политик, министр обороны в правительстве Сильвио Берлускони (2008—2011).

## Биография
Когда Ла Руссе было 13 лет, семья переехала в Милан. Иньяцио окончил Университет Павии, некоторое время работал в Кассационном суде Италии. Ещё в студенческие годы участвовал в молодёжных ультраправых организациях, а позднее вступил в неофашистское Итальянское социальное движение. В 1985 году был избран в областной совет Ломбардии, а в 1992 году — в Палату депутатов Италии (с тех пор постоянно переизбирается) и Сенат одновременно. В 1994 году стал вице-спикером Палаты депутатов. После распада Итальянского социального движения и создания более умеренного Национального альянса Ла Русса стал вице-президентом новой партии. В Национальном альянсе Ла Русса и Маурицио Гаспарри возглавляли умеренную фракцию. В 2001—2003 и 2004—2008 годах Ла Русса был председателем фракции Национального альянса в Палате депутатов, а с 2008 года и до слияния с Народом свободы был исполняющим обязанности руководителя партии.
После внеочередных парламентских выборов 2008 года и формирования правоцентристского правительства Ла Русса стал министром обороны Италии. Ла Русса также является одним из трёх координаторов правящей партии Народ свободы.
В 2009 году Ла Русса санкционировал увеличение количества БПЛА и вертолётов для разведывательных операций в Афганистане. В январе 2009 года было объявлено о размещении в районе Сигонеллы в Италии новой военно-воздушной базы НАТО. На авиасалоне Фарнборо-2010 Ла Русса объявил о снижении закупок многоцелевых истребелей Eurofighter Typhoon на 25 единиц в связи с программой по сокращению государственных расходов. В июне 2010 года Ла Русса заявил о намерении Италии вывести войска из Афганистана в течение 2011-13 годов. Однако позднее Ла Русса заявил об увеличении воинского контингента в Афганистане с 3150 до 4000 человек до конца 2010 года при сохранении сроков вывода войск.
В 2012 году Ла Руссо вошёл в число основателей партии Братья Италии.
13 октября 2022 года избран председателем Сената нового XIX созыва, получив 116 голосов из 200 (при этом часть сенаторов от партии «Вперёд, Италия» не участвовали в голосовании, и Ла Русса мог добиться такого результата только при поддержке левоцентристской оппозиции).

## Личная жизнь
Ла Русса женат на Лауре Де Чикко, имеет троих детей: Джеронимо (от первой жены, Марики Каттарелли), а также Лоренцо Кокис (Lorenzo Cochis) и Леонардо Апаке (Leonardo Apache).

## Футбол
Иньяцио Ла Русса является поклонником миланского футбольного клуба «Интер». Однажды Ла Русса даже стал жертвой скандала, оказавшись за шарфом с оскорблениями в адрес туринского «Ювентуса». Инцидент вызвал резкую критику со стороны общественности. Официально Ла Русса выступил с извинениями, отметив, что это не более чем случайность и что даже в его семье много человек поддерживают «Ювентус».

## Награды
- Орден князя Ярослава Мудрого II степени (18 октября 2024 года, Украина) — за весомый личный вклад в укрепление межгосударственного сотрудничества, поддержку государственного суверенитета и территориальной целостности Украины[11]